# Stevenson Branch (North Chickamauga Creek)
Der Stevenson Branch ist ein kleiner Fluss im Hamilton County im US-Bundesstaat Tennessee. Er entspringt in einem Waldgebiet abseits des Mowbray Pike. Er fließt in südwestliche Richtung, wo er nach 3 Kilometer in den North Chickamauga Creek mündet.